# Oxycilla
Oxycilla é um gênero de traça pertencente à família Arctiidae.